# 初音未来与未来之星 未来计划
《初音未来与未来之星 未来计划》（日語：初音ミク and Future Stars Project mirai）是由世嘉开发及发行的音乐游戏，游戏也是初音未来系列的首款任天堂3DS游戏。游戏于2012年3月8日在日本发售。如同系列前作，游戏使用了歌曲合成器VOCALOID。
2013年11月28日，發售本作的续作《初音未来 未来计划2》（日語：初音ミク Project mirai 2）。
2015年5月28日，發售續作《初音未來 未來計畫DX》（日語：初音ミク Project mirai でらっくす）。

## 开发与发行
游戏于2010年中期开始开发，直到2011年9月官方才正式宣布。在2011年11月，《Fami通》正式公布了游戏的正式名字《初音未来与未来之星 未来计划》，此举标志着系列首个改变名称的游戏发布。2012年3月8日，普通版和包含Nendoroid Puchi图的限定版发布。
根据Media Create的统计，截至2012年4月19日，游戏一共销售了132,689套。

## 收录曲目
| 歌名                             | 中文歌名             | 主唱               | 作詞             | 作曲             | 備註                 |
| -------------------------------- | -------------------- | ------------------ | ---------------- | ---------------- | -------------------- |
| 私の時間                         | 我的時間             | 初音 未來          | くちばしP        | くちばしP        |                      |
| ファインダー(DSLR remix-re:edit) | Finder（观景窗）     | 初音 未來          | Kz               | Kz               | 二代原曲及收入街机   |
| 逆さまレインボー                 | 倒置的彩虹           | 初音 未來、鏡音 鈴 | すんzりヴぇrP    | すんzりヴぇrP    |                      |
| トリコロール・エア・ライン       | 三色航空             | 初音 未來          | あつぞうくん     | あつぞうくん     | 收录街机版           |
| どうぶつ占い                     | 动物占卜             | 初音 未來          | すこっぷ         | すこっぷ         |                      |
| No Logic                         | 无逻辑               | 巡音 流歌          | ジミーサムP      | ジミーサムP      | 收入街机版           |
| on the rocks                     | 加冰块               | MEIKO、KAITO       | OSTER project    | OSTER project    | 收入街机             |
| 妄想スケッチ                     | 妄想素描本           | 初音 未來          | 40mP             | 40mP             | 收入街机             |
| 悪ノ娘                           | 惡魔的女兒           | 鏡音 鈴            | 悪ノP            | 悪ノP            |                      |
| 悪ノ召使                         | 惡魔的僕人           | 鏡音 連            | 悪ノP            | 悪ノP            |                      |
| SING＆SMILE                      | 歌唱&微笑            | 初音 未來          | Re:nG            | Re:nG            | 收入街机             |
| PIANO*GIRL                       | 钢琴*女孩            | 初音 未來          | OSTER project    | OSTER project    | 收入街机             |
| メランコリック                   | 憂鬱的心情           | 鏡音 鈴            | junky            | junky            | 收入街机及F          |
| ハロ／ハワユ                     | Hello，How are you？ | 初音 未來          | ナノウ           | ナノウ           |                      |
| LOL -lots of laugh-              | 大笑 -我将放声大笑   | 初音 未來          | エンドケイプ     | Ken              |                      |
| 深海少女                         | 深海少女             | 初音 未來          | ゆうゆ           | ゆうゆ           | 收入街机             |
| 君の体温                         | 你的體溫             | 初音 未來          | クワガタP        | クワガタP        | 收入街机             |
| マトリョシカ                     | 俄羅斯套娃           | 初音 未來、GUMI    | ハチ             | ハチ             |                      |
| ハッピーシンセサイザ             | 快乐合成器           | 巡音 流歌、GUMI    | EasyPop（BETTI） | EasyPop（BETTI） |                      |
| ゆめゆめ                         | 梦想                 | 初音 未來          | DECO*27          | DECO*27          | 收入街机             |
| クローバー♣クラブ                | 四叶草·俱乐部        | 初音 未來          | ゆうゆ           | ゆうゆ           | 二代原曲收入街机及F2 |

## 评价
中国大陆《游戏机实用技术》杂志为游戏打出22分。